# Andrena oniscicolor
Andrena oniscicolor är en biart som först beskrevs av Henry Lorenz Viereck 1904.  Andrena oniscicolor ingår i släktet sandbin, och familjen grävbin. Inga underarter finns listade i Catalogue of Life.